# Список керівників держав 20 року
Список керівників держав 20 року — це перелік правителів країн світу 20 року
Список керівників держав 19 року — 20 рік — Список керівників держав 21 року — Список керівників держав за роками

## Європа
- плем'я атребатів — король Веріка (15-43)
- Боспорська держава — цар Рескупорід I Аспург (14 до н. е.- 37 н. е.)
- король гермундурів Вібілій (до 50)
- Дакія — вождь Комосік (9 р до н. е. - 29)
- Ірландія — верховний король Ферадах Фіндфехтнах (14-36)
- плем'я катувеллаунів — вождь Кунобелін (9-43)
- плем'я маркоманів — вождь Ванній (до 50/51)
- Одриське царство — цар Реметалк II (18-38)
- Римська імперія
  - імператор Тиберій (14-37)
  - консул Марк Валерій Мессала Мессалін
  - консул Марк Аврелій Котта Максим Мессалін

## Азія
- Адіабена — цар Ізат I (20-54)
- Анурадхапура — цар Махадатика Маханага (9-21)
- Бану Джурам (Мекка) — Абд аль-Мадан (16-46)
- Велика Вірменія — цар Арташес III (18-34)
- Диньяваді — Рала Майю (15-37)
- Донгбуйо — король Тесо (7 до н. е.-22 н. е.)
- Елімаїда — цар Камнаскір VIII (15-25)
- Емеса — цар Самсігерам II (11 р до н. е.-42)
- Іберійське царство — цар Фарсман I (1-58)
- Індо-парфянське царство (Маргіана) — цар Гондофар (20-50)
- Індо-скіфське царство — цар Аспаварма (15-45)
- Китай
  - Династія Сінь — Ван Ман (8-23)
- Когурьо — Темусін (18-44)
- Кушанська імперія — Герай (1-30)
- Набатейське царство — цар Арета IV Філопатор (9 до н. е.— 40 н. е.)
- Осроена — цар Абгар V Уккама (13-50)
- Пекче — король Онджо (18 до н. е.—29 н. е.)
- Персія
  - Парфія — Артабан III (10-38)
- Понтійське царство — королева Піфодорида (8 до н. е.— 23 н. е.)
- Царство Сатаваханів — магараджа Пулумаві I Сатавахана (7-31)
- Сипау (Онг Паун) — Сау Кам Каут
- Сілла — король Намхе Чхачхаун (4—24)
- Харакена  — король Абінергаос I (10-23)
- Хим'яр — цар Ядаіл Ватар II (20-25)
- Хунну — шаньюй Юй (18-46)
- Шрікшетра — Янмоккха (6-21)
- Японія — Імператор Суйнін (29 до н. е.—70 н. е.) або Суйдзей (10 до н. е.—20 н. е.)
- Королівство Ярлунг — Марті-ценпо (10 до н. е.- 20 н. е.)

## Африка
- Мавретанське царство — король Юба II (25 до н. е.—23 н. е.)
- Царство Куш — цар Натакамані (1 р. до н. е.-20), його змінив Шеракарер (20-30)